# Aura (gemeente in Finland)
Aura is een gemeente in de Finse provincie West-Finland en in de Finse regio Varsinais-Suomi, gelegen aan de gelijknamige rivier. De gemeente heeft een landoppervlakte van 95,01 km² en telt 3.965 inwoners (2022).